# Eiskunstlauf-Weltmeisterschaften 1966
Die 56. Eiskunstlauf-Weltmeisterschaften fanden vom 22. bis 27. Februar 1966 in Davos (Schweiz) statt.

## Ergebnisse

### Herren
| Platz | Sportler           | Land                   |
| ----- | ------------------ | ---------------------- |
| 1     | Emmerich Danzer    | Österreich             |
| 2     | Wolfgang Schwarz   | Österreich             |
| 3     | Gary Visconti      | Vereinigte Staaten     |
| 4     | Scott Allen        | Vereinigte Staaten     |
| 5     | Nobuo Satō         | Japan                  |
| 6     | Patrick Péra       | Frankreich             |
| 7     | Donald Knight      | Kanada                 |
| 8     | Ondrej Nepela      | Tschechoslowakei       |
| 9     | Giordano Abbondati | Italien                |
| 10    | Jay Humphry        | Kanada                 |
| 11    | Charles Snelling   | Kanada                 |
| 12    | William Chapel     | Vereinigte Staaten     |
| 13    | Robert Dureville   | Frankreich             |
| 14    | Ralph Borghard     | DDR                    |
| 15    | Jenő Ébert         | Ungarn                 |
| 16    | Günter Anderl      | Österreich             |
| 17    | Waleri Meschkow    | Sowjetunion            |
| 18    | Malcolm Cannon     | Vereinigtes Königreich |
| 19    | Tsuguhiko Kozuka   | Japan                  |
| 20    | Bodo Bockenauer    | BR Deutschland         |
| 21    | Hans-Jürg Studer   | Schweiz                |

Punktrichter waren:
- John R. Shoemaker  Vereinigte Staaten
- Oskar Madl  Österreich
- Néri Valdes  Frankreich
- S. Francis  Kanada
- K. Minami  Japan
- Eugen Romminger  BR Deutschland
- Rolf Steinmann  Schweiz
- Sergei Wassiljew  Sowjetunion
- Zoltán Balázs  Ungarn

### Damen
| Platz | Sportlerin            | Land                   |
| ----- | --------------------- | ---------------------- |
| 1     | Peggy Fleming         | Vereinigte Staaten     |
| 2     | Gabriele Seyfert      | DDR                    |
| 3     | Petra Burka           | Kanada                 |
| 4     | Valerie Jones         | Kanada                 |
| 5     | Nicole Hassler        | Frankreich             |
| 6     | Hana Mašková          | Tschechoslowakei       |
| 7     | Zsuzsa Almássy        | Ungarn                 |
| 8     | Miwa Fukuhara         | Japan                  |
| 9     | Albertina Noyes       | Vereinigte Staaten     |
| 10    | Kumiko Ōkawa          | Japan                  |
| 11    | Uschi Keszler         | BR Deutschland         |
| 12    | Pamela Schneider      | Vereinigte Staaten     |
| 13    | Sally-Anne Stapleford | Vereinigtes Königreich |
| 14    | Elisabeth Mikula      | Österreich             |
| 15    | Roberta Laurent       | Kanada                 |
| 16    | Elisabeth Nestler     | Österreich             |
| 17    | Jelena Schtscheglowa  | Sowjetunion            |
| 18    | Pia Zürcher           | Schweiz                |
| 19    | Beate Richter         | DDR                    |
| 20    | Martina Clausner      | DDR                    |

Punktrichter waren:
- Yvonne S. McGowan  Vereinigte Staaten
- Joan McLagan  Kanada
- Walter Malek  Österreich
- V. Siegmund  DDR
- Kinuko Ueno  Japan
- Gérard Rodrigues-Henriques  Frankreich
- János Zsigmondi  BR Deutschland
- Geoffry Yates  Vereinigtes Königreich
- Milan Duchón  Tschechoslowakei

### Paare
| Platz | Sportler                                  | Land               |
| ----- | ----------------------------------------- | ------------------ |
| 1     | Ljudmila Beloussowa / Oleg Protopopow     | Sowjetunion        |
| 2     | Tatjana Schuk / Alexander Gorelik         | Sowjetunion        |
| 3     | Cynthia Kauffman / Ronald Kauffman        | Vereinigte Staaten |
| 4     | Margot Glockshuber / Wolfgang Danne       | BR Deutschland     |
| 5     | Sonja Pfersdorf / Günther Matzdorf        | BR Deutschland     |
| 6     | Gudrun Hauss / Walter Häfner              | BR Deutschland     |
| 7     | Irene Müller / Hans-Georg Dallmer         | DDR                |
| 8     | Monique Mathys / Yves Aellig              | Schweiz            |
| 9     | Heidemarie Steiner / Heinz-Ulrich Walther | DDR                |
| 10    | Agnesa Wlachovská / Peter Bartosiewicz    | Tschechoslowakei   |
| 11    | Susan Behrens / Roy Wagelein              | Vereinigte Staaten |
| 12    | Mona Szabo / Peter Szabo                  | Schweiz            |
| 13    | Susan Huehnergard / Paul Huehnergard      | Kanada             |
| 14    | Gerlinde Schönbauer / Willi Bietak        | Österreich         |
| 15    | Maria Csorás / Lászlo Kondi               | Ungarn             |

Punktrichter waren:
- Tatjana Tolmatschewa  Sowjetunion
- Yvonne S. McGowan  Vereinigte Staaten
- Rolf Steinmann  Schweiz
- W Kahle  BR Deutschland
- Walburga Grimm  DDR
- Hans Meixner  Österreich
- S. Francis  Kanada
- Klára Kozári  Ungarn
- Zdenek Fikar  Tschechoslowakei

### Eistanz
| Platz | Sportler                               | Land                   |
| ----- | -------------------------------------- | ---------------------- |
| 1     | Diane Towler / Bernard Ford            | Vereinigtes Königreich |
| 2     | Kristin Fortune / Dennis Sveum         | Vereinigte Staaten     |
| 3     | Lorna Dyer / John Carrell              | Vereinigte Staaten     |
| 4     | Yvonne Suddick / Roger Kennerson       | Vereinigtes Königreich |
| 5     | Brigitte Martin / Francis Gamichon     | Frankreich             |
| 6     | Janet Sawbridge / Jon Lane             | Vereinigtes Königreich |
| 7     | Gabriele Rauch / Rudi Matysik          | BR Deutschland         |
| 8     | Jitka Babická / Jaromír Holan          | Tschechoslowakei       |
| 9     | Carole Forrest / Kevin Lethbridge      | Kanada                 |
| 10    | Ljudmila Pachomowa / Wiktor Ryschkin   | Sowjetunion            |
| 11    | Susan Urban / Stanley Urban            | Vereinigte Staaten     |
| 12    | Gail Snyder / Wayne Palmer             | Kanada                 |
| 13    | Annerose Baier / Eberhard Rüger        | DDR                    |
| 14    | Susanna Carpani / Sergio Pirelli       | Italien                |
| 15    | Edith Mató / Karl Csanadi              | Ungarn                 |
| 16    | Christe Trebesiner / Herbert Rothkappl | Österreich             |

Punktrichter waren:
- Pamela Davis  Vereinigtes Königreich
- John R. Shoemaker  Vereinigte Staaten
- Milan Duchón  Tschechoslowakei
- Dorothy Leamen  Kanada
- Lysiane Lauret  Frankreich
- Klára Kozári  Ungarn
- Hans Kutschera  Österreich

## Medaillenspiegel
| Platz | Land                   | Gold | Silber | Bronze | Gesamt |
| ----- | ---------------------- | ---- | ------ | ------ | ------ |
| 1     | Vereinigte Staaten     | 1    | 1      | 3      | 5      |
| 2     | Österreich             | 1    | 1      | –      | 2      |
| 2     | Sowjetunion            | 1    | 1      | –      | 2      |
| 4     | Vereinigtes Königreich | 1    | –      | –      | 1      |
| 5     | DDR                    | –    | 1      | –      | 1      |
| 6     | Kanada                 | –    | –      | 1      | 1      |